# CzechBoys
CzechBoys es un estudio de cine pornográfico, un sitio web para adultos y un proveedor de contenido para adultos en el nicho de la pornografía gay. CzechBoys fue fundada en 1999 por Pavel Rada y tiene su sede en Praga, República Checa. El sitio web principal de la empresa, CzechBoys.com, se presenta en el formato de una revista erótica gay en línea de la que se publica un nuevo número diariamente.
En 2003, CzechBoys se convirtió en proveedor de contenidos para la industria de adultos gay en línea con el lanzamiento de CzechBoysContent.com. En 2006, la empresa pasó del contenido alquilado a la venta de contenido exclusivo y se asoció con Pistol Media, una división de Raging Stallion Studios para ofrecer un complemento de vídeo erótico gay para sitios web para adultos.

## Premios y nominaciones
CzechBoys ha sido nominado a numerosos premios desde 2002, donde recibió una nominación de los Gay Entertainment Awards en la categoría "Mejor sitio de pago para adultos gay en la red". CzechBoys fue nominado a cuatro premios en los European Gay Porn Awards y se llevó el premio al "Mejor sitio twink". La nominación más reciente al DVD de CzechBoys fue en los Gay Video Awards 2010 por Twink Party Volumen 7, en el que Lucky Tailor (también conocido como Lukaso) estuvo entre los "nominados a Mejor Artista Extranjero".